# Peter Zeihan
Peter Zeihan, född 18 januari 1973, är en amerikansk geopolitisk analytiker och författare.

## Utbildning
Zeihan tog en kandidatexamen i statsvetenskap vid Northeast Missouri State University, Kirksville, Missouri, 1995, en doktorsexamen i asienstudier vid University of Otago, Dunedin, Nya Zeeland, 1997 och Patterson School of Diplomacy and International Commerce, University of Kentucky 1999.

## Publikationer
The End of the World Is Just the Beginning: Mapping the Collapse of Globalization | 14 juni 2022
Disunited Nations: The Scramble for Power in an Ungoverned World Hardcover | 3 mars 2020
The Absent Superpower: The Shale Revolution and a World Without America | 1 januari 2017
The Accidental Superpower: The Next Generation of American Preeminence and the Coming Global Disaster | 27 november 2014
A Crucible of Nations | 27 april 2011